# Rehoboth Beach (Delaware)
Rehoboth Beach es una ciudad ubicada en el condado de Sussex en el estado estadounidense de Delaware. En el año 2000 tenía una población de 1,495 habitantes y una densidad poblacional de 489 personas por km².

## Geografía
Rehoboth Beach se encuentra ubicada en las coordenadas 38°42′57″N 75°04′59″O / 38.71583, -75.08306.

## Demografía
Según la Oficina del Censo en 2000 los ingresos medios por hogar en la localidad eran de $51,429, y los ingresos medios por familia eran $58,558. Los hombres tenían unos ingresos medios de $56,250 frente a los $28,295 para las mujeres. La renta per cápita para la localidad era de $38,494. Alrededor del 5.3% de la población estaban por debajo del umbral de pobreza.

## Localidades adyacentes
Diagrama de las localidades a un radio de 16 km a la redonda de Rehoboth Beach.